# Cylindrecamptus albomaculatus
Cylindrecamptus albomaculatus là một loài bọ cánh cứng trong họ Cerambycidae.